# Moment cinétique (relativité)
Le moment cinétique dans la relativité restreinte est l'équivalent du moment cinétique en physique classique. Dans cette théorie, où l'espace est isotrope, c'est un invariant du mouvement en l'absence d'une force extérieure.
La différence formelle entre les moments cinétiques classique et relativiste est qu'il s'agit en relativité d'une rotation quadridimensionnelle, cela impose l'usage des tenseurs : le moment cinétique est un tenseur antisymétrique d'ordre 2, noté {\displaystyle L^{\alpha \beta }}, et défini par {\displaystyle L^{\alpha \beta }=X^{\alpha }P^{\beta }-X^{\beta }P^{\alpha }~~\alpha ,\beta \in \{0;1;2;3\}}, où {\displaystyle \mathbf {X} =(ct,{\vec {r}})} et {\displaystyle \mathbf {P} =(\gamma mc,\gamma m{\vec {v}})} sont les quadrivecteurs position-temps et impulsion-énergie, respectivement.
Pour un système de corps ponctuels, ses composantes spatiales {\displaystyle L^{ij}~~i,j\in \{1;2;3\}} correspondent aux composantes du vecteur moment cinétique tridimensionnel {\displaystyle {\vec {L}}_{O}=\sum _{a}{\vec {r}}_{a}\wedge {\vec {p}}_{a}}, avec {\displaystyle {\vec {p}}_{a}=\gamma m{\vec {v}}_{a}} (et dont l'origine O est l'origine du repère). Les composantes mixtes {\displaystyle L^{0i}~~i\in \{1;2;3\}} permettent de retrouver le centre d'inertie du système, qui n'est pas un invariant relativiste (dans deux référentiels différents, un même système physique a deux centres d'inertie différents).
En relativité générale, la rotation d'un corps sur lui-même a un effet sur son champ gravitationnel : l'effet Lense-Thirring dans lequel tout corps sous influence d'un tel champ de gravitation subit une déviation assez semblable à celle de Coriolis. De plus cela lui fait perdre de l'énergie sous forme d'ondes gravitationnelles, en toute rigueur il n'y a donc pas de conservation du moment cinétique dans cette théorie, toutefois cette perte d'énergie n'est perceptible que pour des masses importantes et peut être négligée jusqu'à une approximation de l'ordre de 1/c4.

## Source
Lev Landau et Evgueni Lifchits, Physique théorique, t. 2 : Théorie des champs [détail des éditions] §14 ; §106